# E.M.A.S
E.M.A.S는 말레이시아의 팝 가수 시티 누르할리자의 아홉 번째 정규 앨범이다. 2003년 3월 3일 말레이시아, 싱가포르, 브루나이에서 발매되었으며, 인도네시아에서는 그 후에 발매되었다. 말레이시아에서 20만 장, 인도네시아에서 30만 장의 판매량을 기록했다.

## 앨범 개요
앨범명이 E.M.A.S인데, 이는 지금 음악의 열망을 전해라(Edaran Muzik Aspirasi Semasa)의 약칭이다. 참고로 EMAS는 말레이어로 '금'을 뜻한다.
총 10개의 곡이 수록된 CD 1장과, 자신의 영상 메시지, 1번 트랙 <Bukan Cinta Biasa>, 9번 트랙 <Ku Milikmu>의 비디오가 담긴 보너스 VCD로 구성되어 있다. 두 곡 외에 <Debaran Cinta>, <Airmata Ibu>, <Untuk Selamanya>, <Janji Kasih>가 추가로 싱글로 발매되었다. 비록 최고의 판매량을 기록하진 않았지만, 그래도 최고의 인기를 끈 앨범으로 기록되었다.
한편 이 앨범에서는 시티가 무려 5곡이나 직접 작사했으며, 앨범 재킷이 최고의 앨범 재킷으로 선정되었다.

## 수록곡

### CD
- Bukan Cinta Biasa
- Debaran Cinta
- Untuk Selamanya
- Ku Yakini
- Oda Bumi Anbia
- Janji Kasih
- Sebenar Cinta
- Airmata Ibu
- Ku Milikmu
- Di Sini Ku Berjanji

### 보너스 VCD
- Intro
- Bukan Cinta Biasa
- Ku Milikmu

## 특징
- 1번 트랙 <Bukan Cinta Biasa>, 2번 트랙 <Debaran Cinta>, 3번 트랙 <Untuk Selamanya>, 6번 트랙 <Janji Kasih>, 8번 트랙 <Airmata Ibu>, 9번 트랙 <Ku Milikmu>는 싱글로 발매되었다.
- 1번 트랙 <Bukan Cinta Biasa>와 9번 트랙 <Ku Milikmu>는 보너스 VCD에도 수록되어 있다.
- 1번 트랙 <Bukan Cinta Biasa>, 4번 트랙 <Ku Yakini>, 6번 트랙 <Janji Kasih>, 7번 트랙 <Sebenar Cinta>, 9번 트랙 <Ku Milikmu>는 시티가 직접 작사한 노래이다.
- Intro는 CD에는 수록되어 있지 않고, VCD에만 수록되어 있다.

1. ↑  “E.M.A.S”. 《SitiZone》. 2009년 12월 15일에 원본 문서에서 보존된 문서. 2009년 12월 28일에 확인함.
2. ↑  Abd. Aziz Iktar (2003년 10월 4일). “Siti Nurhaliza menang Anugerah Muzik Indonesia”. 《Utusan Malaysia》 (말레이어). 2014년 8월 12일에 원본 문서에서 보존된 문서. 2010년 1월 25일에 확인함.